# Justin Britt
Justin Britt (* 29. Mai 1991 in Fort Campbell, Kentucky) ist ein ehemaliger US-amerikanischer American-Football-Spieler. Außer in seinen ersten beiden Saisons spielte er auf der Position des Centers in der National Football League (NFL).

## College
Britt spielte von 2011 bis 2013 an der University of Missouri College Football für die Missouri Tigers. Er spielte dort auf allen fünf Positionen der Offensive Line.

## NFL
Britt wurde im NFL Draft 2014 von den Seattle Seahawks als 64. Spieler in der zweiten Runde gedraftet. In seiner ersten Saison spielte er auf der Position des rechten Tackles in allen Saisonspielen und gewann mit den Seahawks das NFC Championship Game, in welchem er aufgrund einer Knieverletzung jedoch nicht spielen konnte. Er spielte jedoch wieder im Super Bowl XLIX, welchen die Seahawks jedoch verloren. Nachdem er auf der Position des Tackles schlechte Leistungen gezeigt hatte, wurde er zur Saison 2015 auf die Position des linken Guards umtrainiert. Zur Saison 2016 wurde er auf die Position des Center umtrainiert. Am 17. August 2017 erhielt Britt einen neuen Dreijahresvertrag mit einem Gesamtwert von 27 Millionen US-Dollar.
Nachdem er in seinen ersten fünf Saisons für die Seahawks nur zwei Spiele verpasst hatte, konnte er 2019 in acht Spielen nicht auflaufen, nachdem er aufgrund eines Kreuzbandrisses auf der Injured Reserve List platziert wurde. Ende April 2020 wurde Britt entlassen.
Im März 2021 verpflichteten die Houston Texans Britt für ein Jahr. Er bestritt elf Spiele als Starter und verpasste mehrere Partien wegen einer Knieverletzung. Im März 2022 verlängerte Britt seinen Vertrag bei den Texans um zwei Jahre. Er kam 2022 nur am ersten Spieltag als Starter zum Einsatz, anschließend stand er für den Rest der Saison auf der Reserve/Non-Nootball-Illness-Liste. Am 3. März 2023 wurde Britt von den Texans entlassen.

## Privates
Britt ist verheiratet und hat eine Tochter. Er trägt ein Zitat aus dem 1. Korintherbrief als Tätowierung auf seiner Brust. Während der Off-Season betreut er ein Jugend-Trainings-Camp an seiner ehemaligen Highschool.